# Sahara Hotel and Casino
Sahara Hotel and Casino – w przeszłości stanowił hotel i kasyno, położony przy bulwarze Las Vegas Strip w Winchester, w stanie Nevada. Obiekt został zamknięty 16 maja 2011 roku.
W skład Sahara wchodził hotel z 1.720 pokojami oraz kasyno o powierzchni 7.900 m². Na 22-hektarowym obszarze zajmowanym przez kompleks znajdowała się stacja Las Vegas Monorail.

## Historia
Obiekt został otwarty w 1952 roku przez Miltona Prella jako szósty budynek tego typu przy Las Vegas Strip. Za konstrukcję budynku odpowiadał Del Webb.
Pod koniec 1954 roku muzyk jazzowy Louis Prima podpisał kontrakt z Sahara. Zgodnie z jego założeniami, Prima miał stanowić główną gwiazdę obiektu. Wraz ze swoją ówczesną żoną Keely Smith i saksofonistą Samem Butera stworzyli jedną z najpopularniejszych wieczornych atrakcji Las Vegas. W 1956 roku Abbott i Costello wystąpili w Sahara – po raz ostatni jako duet, tuż przed permanentnym rozpadem ich współpracy.
W 1961 roku Del Webb zdecydował się wykupić Sahara. Rok później w obiekcie swoją restaurację otworzył Don the Beachcomber. W 1963 roku oddano do użytku 24-piętrową wieżę, wchodzącą w skład kompleksu Sahara.
W latach 1963–1965 Sahara, mierząc 77 metrów, był najwyższym budynkiem w Las Vegas.
Na przestrzeni lat swoje koncerty w Sahara dali m.in.: Frank Sinatra, Dean Martin, Sammy Davis Jr., Judy Garland, Marlene Dietrich, Paul Anka, Liza Minnelli, Violetta Villas, Barbra Streisand, Connie Francis oraz Bill Cosby.
Na przełomie lat 70. i 80. XX wieku Del Webb wpadł w finansowe problemy, dlatego w 1982 roku sprzedał Sahara Paulowi Lowdenowi (Archon Corporation) za kwotę 50 milionów dolarów.
W 1995 roku obiekt nabył Bill Bennett, pozostając jego właścicielem aż do swojej śmierci, 22 grudnia 2002 roku. W 2007 fundusz rodzinny Billa Bennetta sprzedał Sahara SBE Entertainment Group.
W 1999 roku na terenie kompleksu powstał roller coaster oraz restauracja NASCAR.

## Zamknięcie
W lutym 2006 roku pojawiły się pierwsze pogłoski o planowanym zamknięciu Sahara. W czerwcu 2006 roku obiekt, wraz z pobliskim, niefunkcjonującym parkiem wodnym Wet 'n Wild, zostały wystawione na sprzedaż.
2 marca 2007 roku Sam Nazarian oraz Stockbridge Real Estate Group zostali nowymi właścicielami Sahara, wykupując hotel/kasyno oraz 7-hektarowy obszar zajmowany przez budynki za około 300-400 milionów dolarów. Umowa zakupu nie objęła 11 hektarów ziemi przy Las Vegas Strip oraz 4,5 hektarów terenu od wschodniej strony obiektu, przy Paradise Road; ziemie te pierwotnie stanowiły część kompleksu Sahara.
11 marca 2011 roku korporacja SBE Holdings ogłosiła, że Sahara zakończy działalność 16 maja 2011 roku, jako że kompleks nie jest "ekonomicznie opłacalny". Zamknięciu Sahara towarzyszyło wiele kontrowersji. Jego historia sięga bowiem 1952 roku – przy Strip pozostały tylko trzy obiekty z tego okresu: Tropicana, Flamingo i Riviera.
16 maja 2011 roku, o godzinie 12:00, z Sahara Hotel and Casino wymeldowany został ostatni gość. Było to symboliczne zakończenie 59–letniej historii działalności obiektu przy the Strip. Rezerwacje gości, którzy wcześniej zamówili miejsca w Sahara na terminy późniejsze niż 16 maja, były honorowane w hotelu Circus Circus. 16 czerwca rozpoczęła się wyprzedaż wszystkich elementów wnętrz obiektu, która trwała aż do momentu całkowitego opróżnienia budynków.
Nie określono jeszcze planów dotyczących przyszłości obiektu lub też terenu, jaki zajmuje. Sam Nazarian stwierdził jednak, że dopuszcza możliwość ponownego otwarcia Sahara w bliżej nieokreślonej przyszłości oraz zadeklarował swoją pomoc dla byłych pracowników obiektu w szukaniu nowych miejsc zatrudnienia. W wyniku zamknięcia Sahara, pracę straciło bowiem około 1.600 osób.